# Leccio del Corno
Il Leccio del Corno è una cultivar di olivo proveniente dalla Toscana, diffusa per lo più nel centro-nord Italia.

## Caratteristiche

### Generalità
È stato individuato nel 1929 in località San Casciano in Val di Pesa (FI) dal prof. Morettini presso la fattoria del Corno, da cui il nome.
Pianta mediamente vigorosa, con portamento ampio e chioma fitta. Le branche sono assurgenti con rami penduli dagli internodi vicini.
Buoni impollinatori sono Piangente, Moraiolo, Maurino, Pendolino, Leccino e Frantoio.

### Fiori e frutti
Infiorescenza mediamente lunga e rada, con numero medio di fiori. Fioritura contemporanea a Moraiolo e Frantoio. Aborto dell'ovario: 20%.
L'invaiatura assai tardiva e scalare; media resistenza al distacco. Sovente le drupe crescono a grappolini.

### Produzione e olio
Di produttività media e un poco alternante e con media resa in olio (19%). Questo è verde, mediamente fruttato, lievemente piccante e dal retrogusto amaro; ha buon contenuto in polifenoli.